# 제원초등학교
제원초등학교는 대한민국 충청남도 금산군 제원면 제원리에 있는 공립 초등학교다.

## 학교 연혁
| 1921년 | 4월 10일 | 제원공립보통학교 개교           |
| 1952년 | 6월 1일  | 금강국민학교 분리               |
| 1964년 | 10월 1일 | 길안국민학교 분리               |
| 1996년 | 3월 1일  | 제원초등학교로 개칭             |
| 1999년 | 9월 1일  | 금강초등학교, 길안분교장 통폐합 |
| 2010년 | 2월 11일 | 제89회 졸업(총 8,514명)         |
| 2011년 | 2월 15일 | 제90회 졸업(총 8,527명)         |
| 2012년 | 2월 9일  | 제91회 졸업(총 8,538명)         |
| 2017년 | 2월 10일 | 제96회 졸업 (총 8,595명)        |

## 참고 자료
- 제원초등학교 - 한국교육학술정보원 학교알리미